# Lebach-Urteil
Das Lebach-Urteil des Bundesverfassungsgerichts (BVerfG) vom 5. Juni 1973 gilt in der deutschen Rechtswissenschaft als Grundsatzurteil zum Verhältnis von Rundfunkfreiheit und Persönlichkeitsrecht. Das Urteil findet sich in der amtlichen Entscheidungssammlung BVerfGE 35, 202–245.

## Sachverhalt
Beim Soldatenmord von Lebach waren 1969 bei einem Überfall auf ein Munitionslager vier schlafende Wachsoldaten getötet, ein Soldat schwer verletzt sowie Waffen und Munition entwendet worden. Die Haupttäter wurden 1970 zu lebenslanger Freiheitsstrafe verurteilt, ein Beteiligter wegen Beihilfe zum Mord zu sechs Jahren Haft.
Das ZDF hatte im Februar 1972 ein zweiteiliges Fernsehspiel fertiggestellt und die Ausstrahlung für den Juni des Jahres geplant. Es sollte zunächst in einer Einleitung die Straftat und die Beteiligten mit Namen und Bildern vorstellen und anschließend als Dokumentarspiel mit Schauspielern die Tat rekonstruiert darstellen.
Ein Antrag des Gehilfen, die Ausstrahlung im Wege der einstweiligen Verfügung zu untersagen, wurde vom Landgericht Mainz und dem Oberlandesgericht Koblenz im Oktober 1972 abgelehnt. Gegen diese Entscheidung legte der zu sechs Jahren Freiheitsstrafe verurteilte und nach vier Jahren verbüßter Freiheitsstrafe kurz vor der Prüfung der Reststrafaussetzung zur Bewährung stehende Gehilfe Verfassungsbeschwerde ein. Das Bundesverfassungsgericht erließ eine einstweilige Anordnung, in der die Ausstrahlung bis zur Klärung in der Hauptsache untersagt wurde, die dann im Urteil erfolgte.

## Zusammenfassung des Urteils
Der Senat würdigt zunächst die Rundfunkfreiheit: Der Schutz der Rundfunkfreiheit umfasst demnach die Auswahl des Stoffes, die Art und Weise der Darstellung und auch die Form einer Sendung.
Bei der Abwägung der Rundfunkfreiheit gegen das Persönlichkeitsrecht ist aber die gegenüber Presse, Hörfunk und Film größere Suggestivwirkung und Reichweite des Fernsehens einzubeziehen.
In der Regel überwiegt das Informationsinteresse der Bevölkerung und damit die Rundfunkfreiheit bei einer aktuellen Berichterstattung über schwere Straftaten gegenüber dem Persönlichkeitsschutz des Täters.
Allerdings muss bei einer späteren Berichterstattung, die nicht mehr das Interesse an tagesaktueller Information bedient, eine neue Abwägung stattfinden. Hier kann das Persönlichkeitsrecht des inzwischen verurteilten und einsitzenden Täters insbesondere dann überwiegen, wenn durch die Berichterstattung die Resozialisierung gefährdet ist.
Hier hat das BVerfG eine solche Gefährdung der Resozialisierung bejaht und damit die Kollision der Grundrechte zugunsten des Persönlichkeitsschutzes aus Art. 2 Abs. 1 GG in Verbindung mit Art. 1 Abs. 1 GG entschieden.

## Aus der Urteilsbegründung
BVerfGE 35, 202, 231 f.

„Wägt man das umschriebene Informationsinteresse an einer entsprechenden Berichterstattung im Fernsehen generell gegen den damit zwangsläufig verbundenen Einbruch in den Persönlichkeitsbereich des Täters ab, so verdient für die aktuelle Berichterstattung über Straftaten das Informationsinteresse im allgemeinen den Vorrang. Wer den Rechtsfrieden bricht […] muß grundsätzlich auch dulden, daß das von ihm selbst durch seine Tat erregte Informationsinteresse der Öffentlichkeit in einer nach dem Prinzip freier Kommunikation lebenden Gemeinschaft auf den dafür üblichen Wegen befriedigt wird.“

BVerfGE 35, 202, 233 f.

„Hat die das öffentliche Interesse veranlassende Tat mit der Strafverfolgung und strafgerichtlichen Verurteilung die im Interesse des öffentlichen Wohls gebotene gerechte Reaktion der Gemeinschaft erfahren und ist die Öffentlichkeit hierüber hinreichend informiert worden, so lassen sich darüber hinausgehende fortgesetzte oder wiederholte Eingriffe in den Persönlichkeitsbereich des Täters in der Regel nicht rechtfertigen; sie würden namentlich bei Fernsehsendungen mit entsprechender Reichweite über den Täter eine erneute soziale Sanktion verhängen.“

## Weitere Entscheidung des Bundesverfassungsgerichts über eine Fernsehdokumentation zu den Lebach-Morden
1996 wollte der Fernsehsender Sat.1 eine Fernsehdokumentation zu den Lebach-Morden ausstrahlen. Einer der Tatbeteiligten klagte dagegen erfolgreich auf Unterlassung, wogegen der Fernsehsender Sat.1 bis vor das Bundesverfassungsgericht ging. Das Gericht hob das Verbot der Ausstrahlung der Dokumentation auf mit der Begründung (BVerfG, 1 BvR 348/98 vom 25. November 1999), dass in der beanstandeten Dokumentation keine für die Identifizierung der Beteiligten (durch nicht dem damaligen Bekanntenkreis der Täter zugehörige Personen) taugliche Informationen gegeben würden. Wörtlich führte das Gericht weiter aus:

„Das allgemeine Persönlichkeitsrecht vermittelt Straftätern aber keinen Anspruch darauf, in der Öffentlichkeit überhaupt nicht mehr mit der Tat konfrontiert zu werden. Ein solches Recht läßt sich weder dem Lebach-Urteil von 1973 noch anderen Entscheidungen des Bundesverfassungsgerichts entnehmen. Im Lebach-Urteil hat das Bundesverfassungsgericht lediglich festgestellt, daß das Persönlichkeitsrecht vor einer zeitlich unbeschränkten Befassung der Medien mit der ‚Person eines Straftäters und seiner Privatsphäre‘ Schutz bietet. Eine vollständige Immunisierung vor der ungewollten Darstellung persönlichkeitsrelevanter Geschehnisse war damit nicht gemeint. Entscheidend ist vielmehr stets, in welchem Maß eine Berichterstattung die Persönlichkeitsentfaltung beeinträchtigen kann.“